# أمين بهاتيا
أمين بهاتيا (بالإنجليزية: Amin Bhatia)‏ هو ملحن بريطاني، ولد في 10 يوليو 1961.

## وصلات خارجية
- أمين بهاتيا على موقع IMDb (الإنجليزية)
- أمين بهاتيا على موقع ميوزك برينز (الإنجليزية)
- أمين بهاتيا على موقع ديسكوغز (الإنجليزية)
- أمين بهاتيا على موقع قاعدة بيانات الفيلم (الإنجليزية)